# قلعه علیان
قلعه علیان (به عربی: قلعة علیان) یک روستا در سوریه است که در ناحیه عین حلاقیم واقع شده‌است. قلعه علیان ۲۵۷ نفر جمعیت دارد.